# 约阿希姆·纳格尔
约阿希姆·纳格尔（德語：Joachim Nagel，1966年5月31日—），德国经济学家，2022年1月起担任德意志联邦银行行长。